# Куликовское сельское поселение (Краснослободский район)
Куликовское се́льское поселе́ние — муниципальное образование в Краснослободском районе Мордовии Российской Федерации.
Административный центр — село Куликово.

## История
Статус и границы сельского поселения установлены Законом Республики Мордовия от 28 декабря 2004 года № 125-З «Об установлении границ муниципальных образований Краснослободского муниципального района, Краснослободского муниципального района и наделении их статусом сельского поселения, городского поселения и муниципального района».

## Население
| 2002 | 2010 | 2012 | 2013 | 2014 | 2015 | 2016 |
| ---- | ---- | ---- | ---- | ---- | ---- | ---- |
| 634  | ↗636 | ↘623 | ↘611 | ↘595 | ↘565 | ↘548 |
| 2017 | 2018 | 2019 | 2020 | 2021 |      |      |
| ↘531 | ↘521 | ↘505 | ↘500 | ↗553 |      |      |

## Состав сельского поселения
| № | Населённый пункт    | Тип населённого пункта       | Население |
| - | ------------------- | ---------------------------- | --------- |
| 1 | Беликовские Выселки | деревня                      | ↘2        |
| 2 | Заберезово          | село                         | ↘119      |
| 3 | Куликово            | село, административный центр | ↗491      |
| 4 | Синяково            | деревня                      | ↘24       |